# Himalija (mjesec)
Himalija (također Jupiter VI) je prirodni satelit planeta Jupiter, iz grupe Himalia. Progradni nepravilni satelit s oko 170 kilometara u promjeru i orbitalnim periodom od 249.726 dana.